# Lester Vail
Lester Vail (né le 29 juin 1899 à Denver, Colorado, mort le 28 novembre 1959) est un acteur américain de théâtre, de radio et de cinéma. Il était aussi metteur en scène à Broadway et producteur de radio.

## Biographie
Né en 1959 à Denver Colorado, Lester Vail a commencé sa carrière dans le théâtre dans les années 1920.
Il a travaillé comme acteur et metteur en scène à Broadway entre 1925 et 1945.
En tant qu'acteur, il est connu pour son rôle dans Beau Ideal (1931) ou encore Consolation Marriage (1931).
Il est mort le 28 novembre 1959 à l'âge de 60 ans d'une pneumonie.

## Filmographie
- 1931 : Consolation Marriage : Aubrey[5]
- 1931 : Madame Julie : Victor Whitcomb
- 1931 : Murder by the Clock : Thomas Hollander
- 1931 : I Take This Woman : Herbert Forrest
- 1931 : It's a Wise Child : Roger Baldwin
- 1931 : Dance, Fools, Dance : Bob Townsend
- 1931 : Beau Ideal : Otis Madison
- 1932 : Big Town : James Wyley

## Théâtre
- 1934 : Tomorrow's Harvest
- 1942 : Mr. Sycamore
- 1944 : Chicken Every Sunday